# 阿尔马斯
阿尔马斯是巴西托坎廷斯州的一个市镇。总面积4021.111平方公里，总人口7488人，人口密度1.9人/平方公里。